# يواخيم إرنست من أنهالت
يواخيم إرنست دوق أنهالت (بالألمانية: Joachim Ernst von Anhalt)‏ (11 يناير 1901 – 18 فبراير 1947) هو آخر حكام دوقية أنهالت.

## الحياة
ولد يواخيم إرنست في ديساو وهو ابن إدوارد دوق أنهالت (1861–1918) والأميرة لويز شارلوت من ساكسونيا ألتنبورغ (1873–1953) وهي ابنة الأمير موريتز من ساكسونيا ألتنبورغ.
خَلِفَ والده على عرش دوقية أنهالت بتاريخ 13 سبتمبر عام 1918. عُيّن عمه الأمير آريبيرت من أنهالت كوصي على العرش بسبب عمره. ولكن انتهى عهده بعد مدة قصيرة بتاريخ 12 نوفمبر عام 1918، بعدما تنازل عمه عن الحكم باسمه عقب ثورة نوفمبر. وأصبحت الدوقية ولاية أنهالت الحرة.
توفي سجيناً للاتحاد السوفيتي في معسكر اعتقال بوخنفالت بعد الحرب العالمية الثانية بعدما أصبح المعسكر يحمل اسم المعسكر الخاص رقم 2.
غدت رئاسة العائلة الدوقية بعد وفاته محل نزاع ما بين ابنه الأكبر الأمير فريدريش وأخوه الأمير يوجين.

## الزواج والأطفال
تزوج يواخيم إرنست أولاً بإليزابيث شتريكروت (بلاوين 3 سبتمبر 1903 – برلين-تسيلندورف 5 يناير 1971) في قلعة بالنشتيت يوم 3 مارس عام 1927، وهي ابنة مغنية أوبرا. ولكن تطلق الاثنان عام 1929.
تزوج يواخيم إرنست للمرة الثانية بإيدا-شارلوت فون ستيفاني-مارفيتز (دوسلدورف 20 أغسطس 1905 – غارميش-بارتنكيرشن 22 فبراير 1986) في قلعة بالنشتيت يوم 15 أكتوبر عام 1929، وقد تبنتها بيرثا فون ستيفاني وهي بالغة مقابل ما أشيع أنه مبلغ قدره 10,000 مارك حيث سعت قامت بذلك لتحسن موضعها على الصعيد الاجتماعي. واجب الاثنان خمسة أطفال:
- ماري أنطوانيت إليزابيث «ألكسندرا» إرمغارد إيدا شارلوت (14 يوليو 1930 – 22 مارس 1993) وقد تزوجت لأول مرة من كارل-هاينتز غوتمان عام 1957 (وانفصلت عام 1968) وتزوجت المرة الثانية من ماكس ريديرر عام 1974 (وانفصلت عام 1976).
- «آنا لويز» ماري فريدريك إليزابيث أليس (26 مارس 1933 – 1 نوفمبر 2003). وتزوجت من توماس بيرش عام 1966 (وانفصلت عام 1970).
- ليوبولد "فريدريش" فرانتز زيغهارت هوبيرتوس إردمان (11 أبريل 1938 – 9 أكتوبر 1963).
- «إيدا» أدلهيد أنطوانيت إيما إليزابيث (ولدت في 30 يناير 1940)، وتزوجت من ألبرت داربوفن عام 1974.
- "إدوارد" يوليوس إرنست أوغست إردمان (ولِدَ 3 ديسمبر 1941)

## معرض الصور

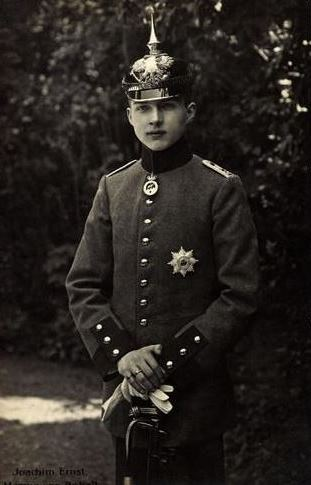
يواخيم إرنست في مايو 1918
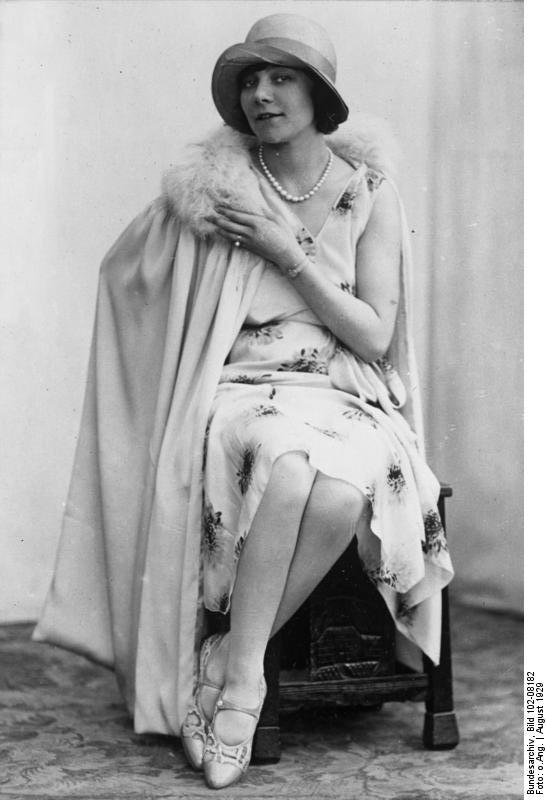
إليزابيث شتريكروت في أغسطس 1929

## وصلات خارجية
- House of Anhalt-Askanien (بالألمانية)

| يواخيم إرنست من أنهالت آل أسكانياولد: 11 يناير 1901 توفي: 18 فبراير 1947 |                                                                 |                     |
| ألقاب ملكية                                                              |                                                                 |                     |
| سبقه الدوق إدوارد                                                        | دوق أنهالت 13 سبتمبر – 12 نوفمبر 1918                           | شاغرألغيت الملكية   |
| ألقاب تشريفية                                                            |                                                                 |                     |
| سبقه الدوق إدوارد                                                        | السيد الأكبر لتسلسل ألبرشت الدب 13 سبتمبر 1918 – 18 فبراير 1947 | تبعه الأمير فريدريش |
| ألقاب ادعائيَّة بِالأحقيَّة                                                   |                                                                 |                     |
| Loss of title إعلان قيام الجمهورية                                       | — المنصب — دوق أنهالت                                           | تبعه الأمير فريدريش |